# Sienna Miller
Sienna Rose Miller (født 28. december 1981) er en amerikansk/britisk skuespiller og model.

## Opvækst
Miller blev født i New York City. Hun flyttede til England som lille og gik i skole på Heathfield School i en lille by ved navn Ascot. Millers forældre var hippier. Hendes far Edward Miller arbejder som bankmand og er født i Meadville, Pennsylvania. Hendes mor Jo Miller kommer fra Sydafrika. Miller har en søster (Savannah) og to halvbrødre (Charles og Steven) Og en stedsøster (Natasha).

## Privatliv
Miller fandt sammen med Jude Law i 2004. I 2005 indrømmede han at han havde en affære med Daisy Wright (Hans børns barnepige) og samtidig gik der rygter om at Sienna havde en affære med skuespilleren og Laws ven, Daniel Craig. De blev så separeret. Så genforenes de kort inden de blev separeret igen i 2006. Og har nu valgt og gå hver til sit igen.[kilde mangler]

## Filmografi
- South Kensington (2001)
- High Speed (2002)
- Layer Cake (2004)
- Alfie (2004)
- Casanova (2005)
- Factory Girl (2006)
- Interview (2007)
- Stardust (2007)
- Camille (2008)
- The Mysteries of Pittsburgh (2008)
- The Edge of Love (2008)
- G.I. Joe: The Rise of the Cobra (2009)
- American Sniper (2014)
- 21 Bridges (2019)